# Kim Jung-mo
Kim Jung-mo (hangul: 김정모 (); Seúl, 26 de marzo de 1985), también conocido como Jungmo o X-mas, es un cantante y músico surcoreano. Es miembro de la banda de k-rock surcoreana Trax bajo SM Entertainment. También formó parte del grupo proyecto Kim Heechul y Kim Jungmo (M&D), junto con Kim Hee-chul de Super Junior.

## Carrera
Jungmo hizo su debut oficial como miembro de Trax bajo el nombre artístico de X-mas el 20 de julio de 2004, con el lanzamiento de su sencillo debut, Paradox. 
Trax lanzó el EP Cold-Hearted Man el 25 de enero de 2010.
En 2011, formó un grupo proyecto con Heechul llamado M&D (que significa "Medianoche y Amanecer" o "Miari y Dangae-dong", en honor a los lugares de origen de los miembros). Lanzaron su sencillo debut, "Close Ur Mouth", en ese mismo año, compuesta y escrita por ambos miembros del dúo. Su primera actuación en vivo fue en la ceremonia de premios de Mnet 20's Choice, el 7 de julio.
Se alistó para el servicio militar obligatorio el 25 de octubre de 2012. Originalmente, estaban programado para alistarse junto a su compañero de Trax Jay, pero su escoliosis y una fractura de clavícula retrasaron su alistamiento. Prestó servicio no activo como funcionario público durante 23 meses tras completar cuatro semanas de entrenamiento básico. Debido al alistamiento de los miembros de la banda en el ejército, Trax tomó una pausa.
El 16 de abril de 2015, M&D lanzó su primer EP, Cottage Industry, con la canción principal "I Wish". La canción principal también fue escrita y compuesta por el dúo, y alcanzó el número dos en la lista de álbumes de Gaon. En agosto de 2015, Jungmo fue elegido para participar en el musical Whale Whale, que se realizó del 11 de septiembre al 15 de noviembre.
El 15 de abril de 2016, Kim Heechul lanzó un dueto con Wheein para SM Station. El sencillo "Narcissus" fue escrito por él y producido por Jungmo. El 12 de julio, M&D regresó como Kim Heechul & Kim Jungmo con un segundo EP, Goody Bag, junto con la canción principal "Ulsanbawi".
El 30 de abril de 2019, Jungmo dejó SM Entertainment tras finalizar su contrato. El 23 de julio de 2019, Jungmo lanzó su primer sencillo  desde su salida de SM Entertainment, "Peach (복숭아)", en colaboración con el cantante Henry. En noviembre de 2019, Jungmo firmó con PA Entertainment. Ese mismo mes, Jungmo lanzó su segundo sencillo, "If It Was Me". Se trata de una canción synth pop con una letra que refleja el sentimiento desgarrador de un hombre durante una terapia, el cual siente que hay personas en quienes su pareja no correspondida piensa. La letra se basa en su propia experiencia.
El 14 de junio de 2021, Pink Fantasy lanzó un adelanto de su canción "독(Poison)", con Jungmo como guitarrista. La canción se lanzó una semana después, el 21 de junio de 2021.

## Discografía

### Sencillos
| Título                               | Año  | Posiciones más altas en los gráficos | Posiciones más altas en los gráficos | Posiciones más altas en los gráficos | Ventas | Álbum               |
| Título                               | Año  | COR                                  | COR                                  | US World                             | Ventas | Álbum               |
| Título                               | Año  | Gaon                                 | Hot 100                              | US World                             | Ventas | Álbum               |
| ------------------------------------ | ---- | ------------------------------------ | ------------------------------------ | ------------------------------------ | ------ | ------------------- |
| "Peach" (복숭아) (feat. Henry)       | 2019 | —                                    | —                                    | —                                    | —      | Sencillos sin álbum |
| "If It Was Me" (그게 나였으면…)      | 2019 | —                                    | —                                    | —                                    | —      | Sencillos sin álbum |
| "Erase You" (널 지워야 한다)         | 2020 | —                                    | —                                    | —                                    | —      | Sencillos sin álbum |
| "Magic" (요술부렸나봐)               | 2020 | —                                    | —                                    | —                                    | —      | Sencillos sin álbum |
| "Happy Ending" (끝이 좋으면 다 좋아) | 2021 | —                                    | —                                    | —                                    | —      | Sencillos sin álbum |
| "Make it Right" (네가 아니면 안돼)   | 2022 | —                                    | —                                    | —                                    | —      | Sencillos sin álbum |
| "Marionette" (마리오네트)            | 2023 | —                                    | —                                    | —                                    | —      | Sencillos sin álbum |

## Filmografía

### Programas de televisión
| Año       | Título              | Papel                                       |
| --------- | ------------------- | ------------------------------------------- |
| 2009      | Band of Brothers    | Elenco                                      |
| 2009-2010 | Oppa Band           | Elenco                                      |
| 2020      | King of Mask Singer | Concursante, como "Windmill" (episodio 243) |

### Radio
| Año  | Título         | Papel       |
| ---- | -------------- | ----------- |
| 2010 | Kiss the Radio | DJ especial |

## Teatro
| Año       | Título en inglés | Título en coreano | Papel     | Ref.   |
| --------- | ---------------- | ----------------- | --------- | ------ |
| 2022-2023 | Volume Up 2      | 볼륨업 2          | Tommy Kim | [ 17 ] |
| 2023-2024 | Volume Up 3      | 볼륨업 3          | Tommy Kim |        |